# Kawis Rejo
Kawis Rejo is een bestuurslaag in het regentschap Pasuruan van de provincie Oost-Java, Indonesië. Kawis Rejo telt 2619 inwoners (volkstelling 2010).